# Hiroaki Yokoyama
Hiroaki Yokoyama (横山 泰明) est un joueur de shōgi professionnel japonais né le 16 octobre 1980 à Tama (Tokyo).

## Biographie et carrière
Hiroaki Yokoyama est né en octobre 1980 à Tama dans la préfecture de Tokyo. Il est devenu professionnel en octobre 2002.
En 2016-2017, il se qualifie pour la demi-finale du tournoi Ginga-sen en remportant cinq victoires consécutives.
Il a été classé 7e dan à partir de septembre 2019 après avoir remporté 150 victoires depuis sa promotion au grade de 6e dan en décembre 2012.
Il s'est qualifié pour le groupe B1 du tournoi de Meijin de 2021-2022 en terminant troisième du groupe B2 lors de la saison 2020-2021. Il se maintient dans le groupe B1 en marquant 6 points sur 12 (six victoires et six défaites) en 2021-2022 et  5 points sur 12 en 2022-2023 jusqu'à la saison 2023-2024 où marque 2 points sur 12 et est rétrogradé.